# Коновалов, Филипп Петрович
Филипп Петрович Коновалов (24 ноября 1899, дер. Юрьево, Орловская губерния — 18 мая 1970, Москва) — советский военный деятель, генерал-майор (1945 год).

## Начальная биография
Филипп Петрович Коновалов родился 24 ноября 1899 года в деревне Юрьево (ныне — Карачевского района Брянской области).

## Военная служба

### Гражданская война
В июле 1918 года был призван в ряды РККА и направлен красноармейцем в 9-й тяжёлый артиллерийский дивизион, дислоцированный в Курске. В феврале 1919 года был направлен на учёбу на Карачевские, а затем был переведён на 2-е Бакинские артиллерийские курсы. Принимал участие в боевых действиях на Восточном фронте против повстанцев в районе Астрахани.

### Межвоенное время
В марте 1922 года был направлен в 6-й артиллерийский полк (6-я стрелковая дивизия, Московский военный округ), где служил на должностях командира артиллерийского взвода, помощника командира и командира батареи.
В сентябре 1922 года был направлен на учёбу в повторную школу среднего комсостава Московского военного округа, которую окончил в октябре 1923 года, а с октября 1924 года учился на артиллерийских курсах усовершенствования командного состава в Ленинградском военном округе, которые окончил в августе 1925 года.
В августе 1927 года был назначен на должность командира батареи, затем — на должность ответственного секретаря бюро ВКП(б) 3-го стрелкового полка (1-я стрелковая дивизия), в мае 1929 года — на должность политрука артиллерийского дивизиона артиллерийского полка (Московская Пролетарская стрелковая дивизия), а с декабря 1929 года исполнял должность командира и политрука артиллерийского дивизиона 242-го стрелкового полка (81-я стрелковая дивизия).
В мае 1930 года был направлен на учёбу в Военную академию имени М. В. Фрунзе, после окончания которой в мае 1933 года был назначен на должность начальника сектора 4-го (разведывательного) управления Штаба РККА, а в январе 1935 года — на должность помощника начальника отделения 1-го отдела Разведывательного управления РККА.
В ноябре 1937 года был направлен на учёбу в Академию Генштаба РККА, после окончания которой в августе 1939 года был назначен на должность начальника штаба 53-й стрелковой дивизии (Приволжский военный округ).

### Великая Отечественная война
16 июля 1941 года был назначен на должность командира 53-й стрелковой дивизии, которая с 28 июля по 2 октября вела оборонительные боевые действия на реке Десна в районе населенных пунктов Большая и Малая Липня, Якимовичи. Вскоре дивизия вела оборонительные боевые действия с целью остановки противника на подступах к Москве. 24 октября под Тарутино Коновалов был ранен и направлен в госпиталь.
После выздоровления в декабре 1941 года был назначен на должность командира 123-й стрелковой бригады, в июле 1942 года — на должность начальника штаба 324-й стрелковой дивизии, а в мае 1943 года — на должность начальника штаба 38-го стрелкового корпуса. В период с 24 по 28 мая временно командовал этим корпусом, управление которого формировалось в районе дер. Кириллово (Смоленская область). После назначения Терешкова командиром корпуса Коновалов вернулся на должность начальника штаба корпуса, после чего принимал участие в боевых действиях в ходе Минской, Белостокской, Варшавско-Познанской наступательных операций и освобождении городов Червень, Минск, Сокулка. Вскоре Коновалов участвовал в ходе прорыва обороны противника с пулавского плацдарма на западном берегу Вислы, а во время Берлинской наступательной операции — в освобождении городов Франкфурт-на-Одере и Берлин.

### Послевоенная карьера
В июле 1945 года был назначен на должность начальника штаба 28-го гвардейского стрелкового корпуса, а с июня 1946 года состоял в распоряжении Военного совета Группы советских войск в Германии, исполняя должность начальника Советской военной миссии связи при штабе главнокомандующего Британской зоной оккупации в Германии.
В июле 1947 года был прикомандирован к Военной академии имени М. В. Фрунзе для использования на преподавательской работе, в августе 1948 года был назначен на должность старшего преподавателя кафедры истории советского военного искусства, в январе 1950 года преобразованной в кафедру истории военного искусства; в декабре того же года был назначен на должность заместителя начальника этой кафедры.
Генерал-майор Филипп Петрович Коновалов в ноябре 1956 года вышел в запас. Умер 18 мая 1970 года в Москве. Похоронен на Введенском кладбище (7 уч.).

## Награды
- Орден Ленина (21.02.1945)[2][3];
- Пять орденов Красного Знамени (02.01.1942[4];  03.08.1944[5]; 03.11.1944[6][3]; 30.5.1945[6] 20.06.1949[3])[7].;
- Орден Суворова 2 степени (06.04.1945)[2][8];
- Орден Кутузова 2 степени (28.09.1943)[2][9];
- медали:
  - 20 лет РККА (1938)[2]
  - За оборону Москвы (1944)[2]
- Иностранный орден.